# Беніарбеч
Беніарбеч (валенс. Beniarbeig, ісп. Beniarbeig) — муніципалітет в Іспанії, у складі автономної спільноти Валенсія, у провінції Аліканте. Населення — 2267 осіб (2022).

## Географія
Муніципалітет розташований на відстані близько 360 км на південний схід від Мадрида, 65 км на північний схід від Аліканте.

## Демографія
Динаміка населення (INE ):

## Галерея зображень

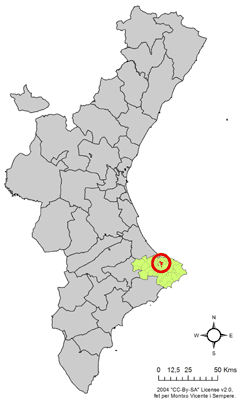
Розташування муніципалітету Беніарбеч у автономній спільноті Валенсія
Розташування муніципалітету Беніарбеч у комарці Маріна-Альта